# ژاندارم و فرازمینی‌ها
ژاندارم و فرازمینی‌ها (به فرانسوی: The Gendarme and the Extra-Terrestrials) فیلمی محصول سال ۱۹۷۹ و به کارگردانی ژان ژیرو است. در این فیلم بازیگرانی همچون لوئی دوفونس، میشل گالابرو، ماریا مائوبان، مائوریس ریش ایفای نقش کرده‌اند.